# 12527 Anneraugh
12527 Anneraugh este un asteroid din centura principală de asteroizi.

## Descriere
12527 Anneraugh este un asteroid din centura principală de asteroizi. A fost descoperit pe 1 mai 1998 la Stația Anderson Mesa în cadrul programului LONEOS. Asteroidul prezintă o orbită caracterizată de o semiaxă mare de 2,36 ua, o excentricitate de 0,13 și o înclinație de 7,2° în raport cu ecliptica.